# Cerro Chato, Mexiko
Cerro Chato är en ort i Mexiko.   Den ligger i kommunen Zacualpan och delstaten Veracruz, i den sydöstra delen av landet, 150 km nordost om huvudstaden Mexico City. Cerro Chato ligger 1 753 meter över havet och antalet invånare är 142.
Terrängen runt Cerro Chato är bergig åt sydväst, men åt nordost är den kuperad. Cerro Chato ligger uppe på en höjd. Runt Cerro Chato är det ganska glesbefolkat, med 32 invånare per kvadratkilometer. Närmaste större samhälle är Tlachichilco, 12,7 km nordost om Cerro Chato. I omgivningarna runt Cerro Chato växer i huvudsak städsegrön lövskog.